# Moses Taiwa Molelekwa
Moses Taiwa Molelekwa (* 17. April 1973 in Tembisa; † 13. Februar 2001 in Johannesburg) war ein südafrikanischer  Jazzpianist und Musikproduzent.

## Leben und Wirken
Molelekwa wuchs in einer Musikerfamilie auf; sein Vater hatte innerhalb der Jazzszene den Spitznamen „Monk“, da er sich Thelonious Monk besonders widmete. Als Kind lernte er zu Hause Gitarre und Keyboard, bevor er dann bis 1987 Klavierunterricht bei der Federal Union of Black Arts hatte, wo er mit Auszeichnung abschloss und dann als professioneller Musiker arbeitete. Zunächst spielte er häufig in Kippie's Jazzclub in Johannesburg, wo er unter anderem Miriam Makeba und Jonas Gwangwa begleitete. 1988 wurde er Mitglied der Band von Hugh Masekela. Auch tourte er mit Dorothy Masuka und Julian Bahula durch die Vereinigten Staaten. Anfang der 1990er Jahre gründete er seine eigenen Gruppen Brotherhood und Umbongo. 1994 produzierte Pops Mohamed sein erstes Album, Finding One's Self, das 1996 sowohl den South Africa Music Award (SAMA) für traditionellen als auch den für zeitgenössischen Jazz erhielt und ihm eine internationale Karriere eröffnete. Für sein zweites Album Genes and Spirits (1997), das ebenfalls mit einem SAMA ausgezeichnet wurde, holte er Flora Purim und Chucho Valdés. Zweimal trat auf dem North Sea Jazz Festival und in der Queen Elizabeth Hall auf. Im Jahr 2000 war er mit der Pianistin Joanna MacGregor auf Tournee in Großbritannien. Er war auch an Produktionen von Sipho Gumede und René McLean beteiligt. Als Plattenproduzent arbeitete er mit Sibongile Khumalo und mit Mitgliedern der Kwaitogruppe TKZee.
Molelekwa wurde am 13. Februar 2001 gehängt direkt neben seiner erwürgten Frau Florence Flo Mthobo aufgefunden.